# Adéla Sýkorová
Adéla Sýkorová (Zlín, 5 febbraio 1987) è una tiratrice a segno ceca, vincitrice di una medaglia di bronzo ai Giochi olimpici di Londra 2012.

## Palmarès
Giochi olimpici
- 1 medaglia:
  - 1 bronzo (carabina 50 metri 3 posizioni a Londra 2012).